# Morten Ask
Morten Ask (Oslo, 14 maggio 1980) è un hockeista su ghiaccio norvegese.